# Wikiloops
Wikiloops es un servicio de música en línea y una plataforma para la creación de música colaborativa. Los músicos registrados pueden cargar pistas de sonido desde un instrumento que hayan tocado en su estudio. Sobre la base de estas pistas de sonido, otros usuarios pueden agregar piezas musicales grabadas a las que todavía les faltan instrumentos, de modo que se cree una nueva composición.

## Historia
En abril de 2011, Richard Kaiser fundó la plataforma como un proyecto de hobby en Eifel.  La idea detrás de la oferta es ponerse en contacto con otros músicos a través de Internet y producir música juntos en una jam session digital.  El sitio está dirigido a músicos de diferentes géneros y niveles de habilidad y ofrece la oportunidad de tocar con gente de diferentes países. Desde el inicio de la oferta, tanto el número de usuarios como las pistas disponibles han aumentado continuamente. Mientras tanto, wikiloops.com afirma tener 51.000 usuarios registrados que pueden acceder a un repertorio de 100.000 pistas (a enero de 2018). 

## Funcionamiento
La función principal de Wikiloops.com es el intercambio de piezas musicales que son grabadas y cargadas por usuarios individuales. Otros músicos pueden utilizar estas plantillas añadiéndolas a las grabaciones de uno o más instrumentos. El resultado de esta colaboración musical es un llamado remix.
Con la ayuda de un motor de búsqueda, el usuario puede filtrar según varios criterios como género, instrumento, tipo de compás o tempo y seleccionar pistas de jam adecuadas que se pueden recuperar como transmisiones de audio gratuitas sin cortes comerciales. La interfaz de wikiloops.com está dirigida específicamente a músicos en activo. De acuerdo con esto, por ejemplo, las pistas reproducidas se inician automáticamente desde el principio para que el practicante pueda comenzar de nuevo sin tener que quitar la mano del instrumento.
Por motivos de infracción de derechos de autor, las piezas musicales generadas por el usuario deben ser compuestas y grabadas por el usuario. No se permite la carga de contribuciones musicales producidas externamente o versiones de canciones conocidas.

## Comunidad
El desarrollo del proyecto wikiloops.com está fuertemente impulsado por la comunidad y se basa principalmente en donaciones y ofertas de ayuda de usuarios registrados. Muchas funciones de la oferta se desarrollaron conjuntamente sobre la base de los comentarios de los usuarios. La moderación de los foros, las traducciones para las diferentes versiones lingüísticas del sitio web y las pruebas beta son realizadas por miembros de la comunidad.  Desde 2014, las reuniones oficiales de wikiloops se han llevado a cabo anualmente, en las que los usuarios de la comunidad se reúnen para una reunión internacional de músicos y un fin de semana de improvisación.